# Karl Ferdinand von Königsegg
Karl Ferdinand Graf von Königsegg-Erps (* 1. November 1696; † 20. Dezember 1759 in Wien) war ein deutscher habsburgischer Verwaltungsbeamter und Diplomat.

## Leben
Karl Ferdinand war der erstgeborene Sohn aus der Ehe des kaiserlichen Kämmerers Albert Eusebius Franz Reichsgraf zu Königsegg und Rothenfels und der Clara Felicitas, geb. Gräfin von Manderscheid-Blankenheim. Er wurde für den geistlichen Stand erzogen und Domherr zu Straßburg, legte aber 1718 sein Kanonikat zurück und wurde kaiserlicher Kämmerer. 1720 heiratete er Helene Hyacyntha Valentine, geb. Gräfin von Erps-Boischott und nannte sich seitdem Königsegg-Erps. Aus der Ehe gingen zwei Töchter und ein Sohn hervor. Nur die älteste Tochter überlebte den Vater.
Sein jüngerer Bruder war Maximilian Friedrich von Königsegg-Rothenfels, nachmaliger Kurfürst und Erzbischof von Köln.

## Diplomatische Karriere
Sein Onkel, Graf Josef Lothar von Königsegg, damals kaiserlicher Botschafter in Paris, führte ihn als seinen Sekretär in den diplomatischen Dienst ein. Von 1725 bis 1728 hielt er sich als außerordentlicher Gesandter meist in Den Haag auf, anschließend in Paris und Madrid, von wo aus er Anfang 1730 in den Niederländischen Staatsrat in Brüssel berufen wurde.

## Beamtenkarriere
Ab 1740 war Königsegg-Erps Wirklicher Geheimer Rat und Vizepräsident des Rates der österreichischen Niederlande, ab September 1742 Obersthofmeister der Statthalterin Erzherzogin Maria Anna und als Bevollmächtigter Minister der leitende Beamte dieses Territoriums. Nach dem Tode der Erzherzogin 1744 wurde er in Wien Obersthofmeister der Kaiserinwitwe Elisabeth Christine, 1748 Präsident des neugegründeten „Münz- und Bergwesens-Directions-Hof-Collegiums“, gleichzeitig Präsident der Hof-Deputation „in Bannaticis et Illyricis“ und später zusätzlich Hofkammerpräsident.
Am 5. Januar 1744 wurde er in den Orden vom Goldenen Vlies aufgenommen.
Königsegg-Erps nimmt in der Geschichte der österreichischen Verwaltung eine hervorragende Stellung ein. Zeitgenossen schildern ihn als einen der tüchtigsten und arbeitsamsten Minister. „Man sieht ihn nicht [...] gleich den übrigen Ministern bei Hofe in den Abendgesellschaften oder auf Jagden. Er will überall mit eigenen Augen sehen und ist darum auch der fleißigste Departementschef in Wien.“